# James Caldwell (Politiker, 1770)
James Caldwell (* 30. November 1770 in Baltimore, Province of Maryland; † Mai 1838 in Wheeling, Virginia) war ein britisch-amerikanischer Politiker der Demokratisch-Republikanischen Partei. Von 1813 bis 1817 war er Mitglied des Repräsentantenhauses der Vereinigten Staaten für den 4. Kongressdistrikt des Bundesstaates Ohio. 

## Biografie
In Baltimore wurde James Caldwell 1770 geboren. Später zog er nach Wheeling um, das zu der Zeit noch in Virginia lag. 1799 zog er schließlich nach St. Clairsville in Ohio. Für den Belmont County war er Mitglied der verfassungsgebenden Versammlung von Ohio 1802. Von 1809 bis 1813 saß er für den Belmont County im Staatssenat. 
Bei den Kongresswahlen 1812 wurde er ins US-Repräsentantenhaus gewählt. Dort vertrat er den neu geschaffenen 4. Kongressdistrikt. Einmal, 1814, wurde er wieder gewählt. Caldwell schied 1817 aus dem Repräsentantenhaus aus. Im Mai 1838 starb er in Wheeling, wohin er sich nach seinem Ausscheiden aus dem Repräsentantenhaus zurückgezogen hatte. Er wurde auf dem Episcopal Cemetery in St. Clairsville beigesetzt.